# St. Matthäus (Uttenreuth)

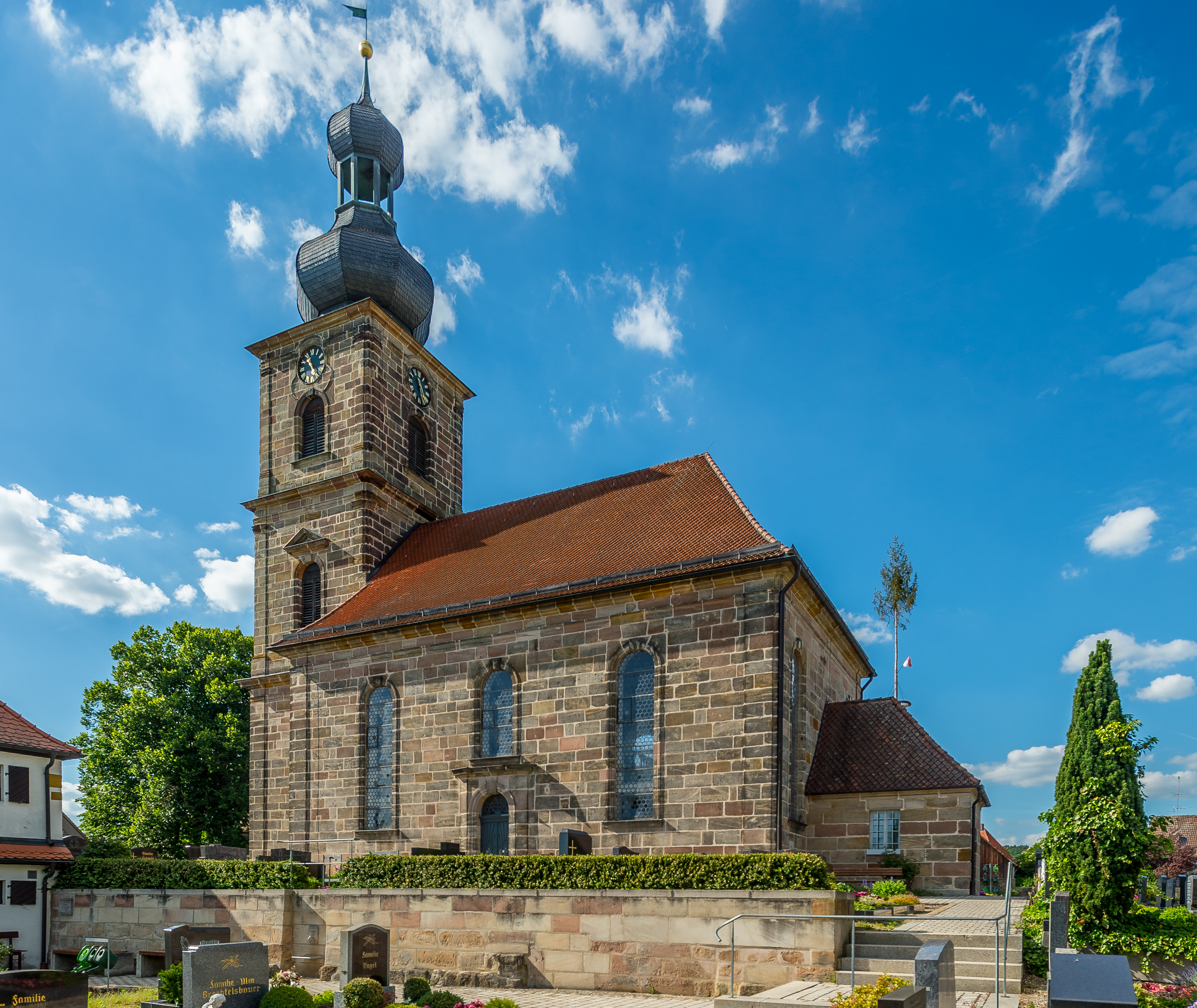
St. Matthäus (Uttenreuth)

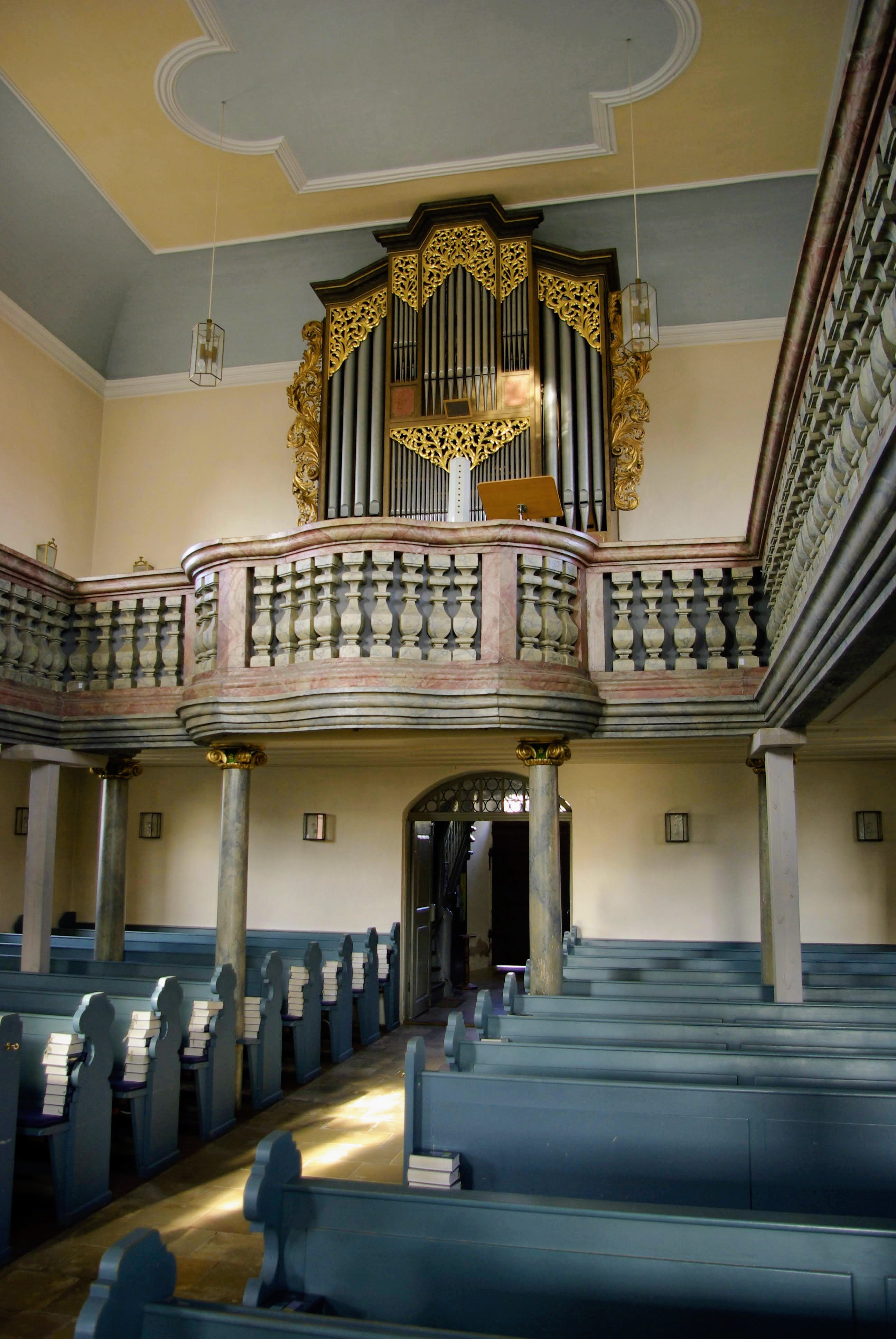
Innenraum, Blick zur Orgel (2012)

Die denkmalgeschützte, evangelisch-lutherische Pfarrkirche St. Matthäus steht in Uttenreuth, einer Gemeinde im mittelfränkischen Landkreis Erlangen-Höchstadt. Die Kirche ist unter der Denkmalnummer D-5-72-158-1 als Baudenkmal in der Bayerischen Denkmalliste eingetragen. Die Kirchengemeinde gehört zum Dekanat Erlangen im Kirchenkreis Nürnberg der Evangelisch-Lutherischen Kirche in Bayern.

## Beschreibung
Die Saalkirche wurde 1765/66 aus Quadermauerwerk anstelle einer Kapelle des 14. Jahrhunderts erbaut. Sie besteht aus einem Langhaus, das mit einem Walmdach bedeckt ist, einem eingezogenen, querrechteckigen Chor im Osten und einem dreigeschossigen Kirchturm im Westen, der mit Lisenen und Gesimsen gegliedert und mit einer schiefergedeckten Welschen Haube bedeckt ist. Sein oberstes Geschoss beherbergt die Turmuhr und den Glockenstuhl. 
Zur Kirchenausstattung gehört ein Kanzelaltar. Die Orgel auf der Empore hat 14 Register auf zwei Manualen und Pedal. Sie wurde 1960 von der Firma E. F. Walcker & Cie. erbaut.